# Maurice Le Blond
Maurice Le Blond est un journaliste et écrivain français né à Niort (Deux-Sèvres) le 26 février 1877 et mort à Paris le 14 janvier 1944. Il fut le gendre posthume d'Émile Zola.

## Biographie
Élève au lycée de Versailles, Le Blond se lie d’amitié avec Saint-Georges de Bouhélier. Les deux jeunes gens fondent en 1895 le naturisme, mouvement littéraire et artistique qui prône, en réaction contre l’abstraction et le mysticisme nébuleux des symbolistes, un retour à la sensibilité immédiate et à la vie dans son quotidien et sa simplicité. Le Blond publie en 1896 son Essai sur le naturisme et lance avec Bouhélier un Manifeste naturiste, qui paraît dans Le Figaro le 10 janvier 1897. Puis, en mars 1897, les deux amis créent la Revue naturiste.
Le Blond se lance alors dans le journalisme et entre à L'Aurore en 1901. Il deviendra ensuite secrétaire de Georges Clemenceau avant d’être nommé en novembre 1908 sous-préfet de Clamecy (Nièvre), fonction qu’il occupera jusqu’en 1913.
En octobre 1908, Le Blond épouse Denise, la fille d'Émile Zola, qu’il avait fermement soutenu lors de l’affaire Dreyfus. Le couple aura trois enfants et postérité. Il consacrera désormais consacrer toute son énergie au souvenir du grand romancier en organisant le pèlerinage annuel de Médan et en rédigeant de nombreux commentaires sur l’œuvre de son illustre beau-père.
Il meurt à son domicile, 16 rue Stanislas, dans le 6e arrondissement de Paris, le 14 janvier 1944.

## Œuvres
- Essai sur le naturisme, Mercure de France, Paris, 1896 ;
- Manifeste naturiste, Le Figaro, 1897 ;
- Georges Clemenceau, par Maurice Le Blond, biographie critique... suivie d'opinions et d'une bibliographie, Paris : E. Sansot, 1906 ;
- La crise du Midi : étude historique, : suivie de la publication des rapports des fonctionnaires civils et militaires sur les évènements du Midi, Paris : E. Fasquelle, 1907 ;
- La Crise du Midi, étude historique, suivie de la publication des rapports des fonctionnaires civils et militaires sur les événements du Midi, Paris : E. Fasquelle, 1907 ;
- Saint-Georges de Bouhélier : Biographie critique, Paris : E. Sansot, 1909 ;
- Les idées de Joseph. Paul-Boncour : le fédéralisme économique, le syndicat obligatoire, la réforme des beaux-arts, préface de Henry de Jouvenel, Paris : E. Sansot, 1911 ;
- Les Idées de M. J. Paul-Boncour : le fédéralisme économique et le syndicat obligatoire ; la réforme des beaux-arts, Préface de M. Henri de Jouvenel, Paris : E. Sansot, 1911 ;
- Enquête sur la Comédie française, Paris : La Vie, 1913 ;
- Histoire de Mimi Pinson... L'Œuvre de Mimi Pinson..., Paris : Logier, 1916 ;
- Le tombeau de Michel Abadie (1866-1922) : florilège. précédé d'Une étude biographique, 1924 ;
- Notes et commentaires des 51 volumes des Œuvres Complètes d'Émile Zola parues chez François Bernouard entre 1927 et 1929.
- Une correspondance historique : Un ensemble considérable de 4466 lettres, adressées à Émile Zola par ses contemporains, va être déposé à la Bibliothèque Nationale, Paris, 1931 ;
- La publication de "La Terre", Paris : Société française d'éditions littéraires et techniques, 1937 ;
- La publication de La Terre, Paris : Société française d'éditions littéraires et techniques, 1937, cop. 1937 ;
- Le Naturalisme et les soirées de Médan, Paris : Libr. Valois.